# Коли світи зіштовхнуться (фільм, 1951)
«Коли світи зіштовхнуться» (англ. When Worlds Collide) — науково-фантастичний фільм 1951 року американського режисера Рудольфа Мате, знятий на основі однойменного роману 1932 року. Отримав премію Оскар 1952 року за найкращі спеціальні ефекти.

## Сюжет
Фільм починається цитатою з Книги Буття, що описує рішення Бога знищити людство потопом.
Пілот Девід Рендалл у США передає доктору Коулу Гендрону таємні фото, зроблені південноафриканським астрономом, доктором Емері Бронсоном. Гендрон за допомогою своєї доньки Джойс аналізує фото та розуміє, що до Землі наближається мандрівна зоря Беллус у супроводі планети розміром із Землю під назвою Зіра.
Гендрон попереджає Організацію Об'єднаних Націй, що до небезпечного зближення лишилося трохи більше восьми місяців, і його наслідки будуть катастрофічними для Землі. Гендрон закликає побудувати «ковчеги», щоб переселити хоч трохи людей на Зіру. Інші вчені висміюють його заяви, тому його ідею відхиляють.
Проте двоє меценатів домовляються про початок будівництва «ковчегів» та орендують для цього колишній армійський полігон. В пошуках додаткової допомоги Гендрон зустрічає бізнес-магната Сідні Стентона, який користується інвалідним візком. Стентон погоджується надати свої кошти за умови, що сам обиратиме пасажирів. Гендрон наполягає, що той не в праві вирішувати, але пропонує йому місце в «ковчезі». Згодом в інших країнах починають будувати власні космічні кораблі.
Джойс каже батькові, що їй подобається Рендалл, тож учений намагається утримати пілота біля себе аби він з Джойс урятувалися. Це не до вподоби лікарю Тоні Дрейку, що закоханий у Джойс. Коли Беллус наближається, оголошується військовий стан, і жителі прибережних регіонів евакуюються вглиб країни, щоб уникнути величезних припливних хвиль.
Зіра наближається першою, спричиняючи потужні землетруси, виверження вулканів і цунамі, які нищать світ. Доктор Бронсон гине під час падіння крана. Дрейк і Рендалл вирушають на вертольоті доставити припаси постраждалим у околицях. Коли Рендалл вирішує врятувати маленького хлопчика, який застряг на даху в затопленій зоні, Дрейк покидає їх, але потім передумає та повертається.
Тим часом завершується будівництво «ковчегів», пасажирів обирають за допомогою лотереї, хоча Гендрон резервує місця для себе, Стентона, Джойс, Дрейка, пілота Джорджа Фрея та Рендалла. Він також включає в пасажири свого корабля раніше врятованого хлопчика, загалом 45 людей. Рендалл, вважаючи себе недостатньо корисним, підтасовує лотерею, щоб програти, але Гендрон його викриває. Щоб у Джойс була пара, Дрейк пізніше бреше Рендаллу, що у Фрея «хвороба серця», яка може вбити його під час старту.
Стентон боїться, що люди, котрі програли лотерею, спробують захопити корабель, тому готується оборонятися. Коли один молодий чоловік здає свій виграшний квиток, бо його кохана не була обрана, Ферріс, помічник Стентона, забирає квиток собі, але Стентон застрелює його. Незадовго до зльоту багато програлих у лотерею бунтують, щоб пробитися на борт. Гендрон віддає наказ про дочасний старт, лишаючись зі Стентоном надворі. Стентон з зусиллям встає з візка та марно намагається піднятися на борт космічного корабля, що відлітає.
Екіпаж непритомніє через перевантаження і не бачить зіткнення Землі з Беллусом. Коли Рендалл отямлюється і бачить, що Фрей живий і добре керує кораблем, він розуміє, що Стентон збрехав йому.
Корабель потрапляє в атмосферу Зіри, коли його паливо закінчується. Рендалл бере на себе керування та успішно садить корабель. Зіра виявляється придатною для життя та населеною. Рендалл і Джойс зі своїми товаришами та тваринами виходять на поверхню планети, коли настає новий день. На задньому плані видніється штучна споруда.

## У ролях
| Актор        | Роль                 |
| ------------ | -------------------- |
| Річард Дерр  | Девід Рендалл        |
| Барбара Раш  | Джойс Гендрон        |
| Ларрі Кітінг | доктор Коул Гендрон  |
| Пітер Гансен | доктор Тоні Дрейк    |
| Джон Гойт    | Сідні Стентон        |
| Елден Чейз   | доктор Джордж Фрай   |
| Хайден Рорк  | доктор Емері Бронсон |
| Френк Кеді   | Гарольд Ферріс       |

## Цікаві факти
- Права на роман Філіпа Вайлі і Едвіна Балмера ще у 1933 році придбала студія «Paramount», а фільм хотів знімати Сесіль Де Мілль під назвою «Кінець світу», але не склалося.
- Джордж Пал хотів зняти продовження під назвою «Після того, як світи зіткнулися», в якому розповідалося б про виживання людей на іншій планеті, але провал картини «Підкорення космосу» (1955) сильно зіпсував його кар'єру, і планам Пала не судилося збутися.